# Botanophila velutina
Botanophila velutina är en tvåvingeart som först beskrevs av Huckett 1965.  Botanophila velutina ingår i släktet Botanophila och familjen blomsterflugor. Inga underarter finns listade i Catalogue of Life.